# Prionolaema gracilis
Prionolaema gracilis är en spindelart som beskrevs av Bryant 1923. Prionolaema gracilis ingår i släktet Prionolaema och familjen käkspindlar. Inga underarter finns listade i Catalogue of Life.